# Yasuo (tướng Liên Minh Huyền Thoại)
Yasuo Kẻ Bất Dung Thứ, hay The Unforgiven là một nhân vật con người hư cấu, giả tưởng, kiếm khách Rōnin tự do, không phe phái trong Vũ trụ Liên Minh Huyền Thoại, một vị tướng trong đấu trường trận chiến trực tuyến nhiều người chơi, thể thao điện tử Liên Minh Huyền Thoại. Tướng Yasuo được sử dụng chủ yếu để đi đường giữa, tập trung vào sát thương vật lý, độ khó cao, cách sử dụng và tác động đều phụ thuộc và khả năng và kỹ thuật, đòi hỏi nhiều kỹ năng từ người chơi; đồng thời nhận được sự thu hút lớn bởi đông đảo game thủ chuyên nghiệp, người chơi trong thi đấu đa dạng và cả người hâm mộ ở khắp nơi trên thế giới. Nhân vật còn có một số cách gọi khác từ người hâm mộ như Thần, Thánh, Đấng Yasuo.
Yasuo được tạo hình, xây dựng kỹ năng tướng dựa trên nguồn gốc Nhật Bản, phong cách samurai, kiếm khách sử dụng katana, dựa trên nhân vật có thật trong lịch sử Nhật Bản và nhân vật giả tưởng trong truyện tranh Nhật Bản.

## Đặc điểm lịch sử

### Lịch sử nhân vật
Tướng Yasuo được Riot Games ra mắt vào ngày 13 tháng 12 năm 2013 ở bản cập nhật 3.15 của mùa III, sau khi kết thúc Chung kết thế giới mùa III, là vị tướng thứ 117 của Liên Minh Huyền Thoại. Nhóm thiết kế Riot Studio đã tiến hành xây dựng nhân vật, gồm thiết kế bởi CertainlyT, lồng tiếng bản tiếng Anh bởi Liam O’Brien, một người lồng tiếng cho nhiều phiên bản trò chơi điện tử phổ biến. Nhóm thiết kế đã chọn Yasuo làm tên cho nhân vật. Cái tên Yasuo là tên để chỉ một người đàn ông trong tiếng Nhật, ý nghĩa của nó khác nhau phụ thuộc vào cách sử dụng bộ Kanji. Có một số biến thể như: 保夫 – Bảo Phu: bảo vệ, người chồng; 安生 – An Sinh: tĩnh lặng, sự sống;  康郎 – Khang Lang: hạnh phúc, chàng trai trẻ; 靖男 – Tĩnh Nam: yên bình, con trai; 泰雄 – Thái Hùng: vĩ đại, to lớn; 八洲夫 – Bát Châu Phu: hòn đảo, lục địa. Yasuo không phải là tên thật của nhân vật mà là tên được đặt khi anh gia nhập vào phái trường kiếm Trăn Trối Ionia, cũng là tên để ám chỉ bản ngã tự do, tự tại của nhân vật. Riot đã quyết định tên của Yasuo khi viết trong bộ Kanji là 康夫 (Hán – Việt: Khang Phu). Ở máy chủ Trung Quốc, tên của Yasuo được biến thể thành 亚索 (Hán – Việt: Á Tác hoặc Á Sách).

### Tạo hình
Yasuo được tạo hình là một nhân vật nam giới, với nhiều cao 180 cm, nặng 77 kg. Nhân vật có gương mặt phương Đông, cao, dáng thon, mang trang phục samurai, bộ trang phục nền màu xanh dương. Anh sử dụng kiếm dài katana, gươm phụ ngắn, hộ vệ vai trái, cẳng tay và cẳng chân, không có bảo vệ những vị trí còn lại. Mái tóc buộc hình đuôi ngựa dài, gương mặt có vết sẹo trên trán, bên cạnh đó là mang theo sáo Shakuhachi – sáo tre truyền thống. Yasuo được thiết kế dựa trên hình tượng Miyamoto Musashi, một kiếm khách Nhật Bản. Diện mạo cũng như mái tóc của Yasuo có điểm giống với những bức họa về Musashi; cách chiến đấu bao gồm kỹ thuật di chuyển và tấn công có một phần giống với Musashi trước lúc ông sáng tạo ra trường phái Nhị Đạo.
Kĩ thuật và chuyển động của Yasuo có điểm giống với Haohmaru, một nhân vật giả tưởng trong series game nổi tiếng Samurai Shodown. Hiệu ứng khiêu khích và trêu chọc đối thủ của Yasuo cũng được dựa trên nhân vật này; đó là hành động uống một ngụm rượu sau đó nhổ vào cây kiếm của mình, đó là điều mà nhân vật Haohmaru làm như là một lời cầu nguyện trước mỗi trận đấu. Bên cạnh đó, kĩ năng Steel Tempest (Bão Kiếm) của Yasuo có tên là Trảm Cương Thiểm ở máy chủ Trung Quốc (tiếng Trung giản thể: 斩钢闪; tiếng Trung phồn thể/Kanji Nhật: 斬鋼閃, bính âm: Zhǎn gāng shǎn), nó cũng có nghĩa là Slashing Steel/Steel-Cutting Flash. Tên của đòn đánh này cũng giống với tuyệt chiêu đặc biệt của Haohmaru.
Tính đến năm 2021, Yasuo có chín bộ trang phục được thiết kế, gồm Yasuo Cao Bồi (High Noon Yasuo), SIÊU PHẨM: Yasuo (PROJECT Yasuo), Yasuo Huyết Nguyệt (Blood Moon Yasuo), Yasuo Ma Kiếm (Nightbringer Yasuo), Yasuo Kiếm Khách Không Gian (Odyssey Yasuo), Yasuo Trùm Cuối (Battle Boss Yasuo), True Damage Yasuo, Yasuo Anh Hùng Lãng Kiếm (Spirit Blossom Yasuo) và True Damage Yasuo – Hàng Hiệu (Prestige Edition). Mỗi trang phục được thiết kế theo tạo hình, nội dung riêng, thay đổi dạng vật phẩm, như hình ảnh katana cơ bản đổi thành kiếm kiểu mới về màu sắc; sáo Shakuhachi đổi thành Harmonica, kèn điện tử tùy trang phục.

## Kỹ năng tướng
Về mặt đánh giá hệ thống Liên Minh Huyền Thoại, Yasuo là một trong năm vị tướng có độ khó lên tới 100 điểm, bốn vị tướng còn lại là Anivia, Cassiopeia, Evelynn, và Rumble. Tướng Yasuo là vị tướng thứ hai không sử dụng năng lượng mà có độ khó 100, Rumble là vị tướng đầu tiên. Yasuo sử dụng katana làm vũ khí chủ lực, với các kỹ năng: Đạo của Lãng Khách, Bão Kiếm, Tường Gió, Quét Kiếm và Trăn Trối. Trong đó Đạo của Lãnh Khách là kỹ năng mặc định có sẵn, tỉ lệ chí mạng của Yasuo được tăng gấp đôi. Ngoài ra, Yasuo sẽ dần dần dựng lên một tấm khiên khi di chuyển, tấm khiên sẽ tự kích hoạt khi chịu phải sát thương từ tướng hay quái. Kỹ năng Bão Kiếm (Q): đâm tới, gây sát thương tất cả kẻ địch trên một đường thẳng; tạo một cộng dồn gọi là Tụ Bão trong vài giây nếu trúng mục tiêu. Khi có hai điểm cộng dồn, Bão Kiếm bắn ra lốc xoáy hất mục tiêu bị bật lên, gọi là Văng Lên Không. Bão Kiếm được tính là một đòn đánh thường: có thể chí mạng, gây các hiệu ứng kèm đòn đánh, bị ngắt bởi khống chế, và thời gian hồi cũng như tung chiêu có thể được giảm bởi tốc độ đánh.
Kỹ năng Tường Gió (W) tạo một bức tường ngăn mọi luồng đạn của kẻ địch trong bốn giây. Kỹ năng Quét Kiếm (E) lướt qua mục tiêu, gây sát thương phép, mỗi lần lướt tăng sát thương cơ bản của lần tiếp theo đến một lượng tối đa, đồng thời không thể lướt lên cùng một mục tiêu trong vòng vài giây. Nếu Bão Kiếm tung ra khi đang lướt, nó sẽ tấn công theo hình tròn. Kỹ năng Trăn Trối (R): biến đến một tướng địch đang bị Văng Lên Không, gây sát thương vật lí và giữ tất cả những kẻ địch bị Văng Lên Không trong vùng ảnh hưởng trên không trung thêm một giây. Trăn Trối là tuyệt chiêu cuối cùng của Yasuo, tích đầy thanh nhịp, phối hợp Bão Kiếm.

## Kịch bản
| “                                      | Cái chết như một cơn gió, luôn luôn ở bên cạnh tôi. | ” |
| —Yasuo, câu nói phổ biến của nhân vật. |                                                     |   |

Kịch bản về Yasuo được xây dựng bao gồm nhiều mục nhỏ, kết hợp cuộc đời của anh. Phần một: Khi còn nhỏ. Yasuo sống cùng mẹ và anh trai cùng mẹ khác cha là Yone trong một ngôi làng vùng quê ở Ionia, người mẹ là góa phụ nuôi nấng, cha của Yone mất sớm, cha của Yasuo đến rồi rời đi không gặp. Trong làng đồn đại tiêu cực về anh, rằng: trường hợp tốt nhất, sự tồn tại của anh là sơ suất của thần linh; trường hợp xấu nhất, anh là sai lầm không thể cứu vãn. Anh trai của Yasuo là Yone, một nhân vật được người trong làng kính trọng, có tính cẩn thận, lý trí. Yone thường xuyên bảo vệ Yasuo khỏi lũ trẻ hay trêu chọc, Yasuo được đồn về sự thiếu kiên nhẫn. Trái lại về sự thiếu kiên nhẫn, Yasuo lại thể hiện có quyết tâm lớn. Khi Yone vào học trường dạy kiếm nổi tiếng trong làng của Ionia, Yasuo mong muốn được học cũng đi theo, đã chờ đợi bên ngoài dưới cơn mưa mùa, cho đến lúc các sư phụ bất đắc dĩ mở cổng dạy học. Trong trường, trước sự khó chịu của các đồng môn, Yasuo thể hiện được tài năng thiên bẩm, và trở thành môn đồ duy nhất suốt nhiều thế hệ thu hút được sự chú ý của Đại sư Souma – người cuối cùng nắm giữ phong tuyệt kỹ huyền thoại. Souma thấy rõ tiềm năng của Yasuo, nhưng phải vừa dạy vừa kiểm soát tính cuồng bạo của anh. Yone cố gắng thuyết phục em trai về việc gạt kiêu ngạo sang bên, anh đưa cho Yasuo một hạt phong – đại diện cho bài học về sự khiêm nhường. Sáng hôm sau, Yasuo chấp nhận làm môn sinh, và là vệ sĩ riêng cho thầy Souma.

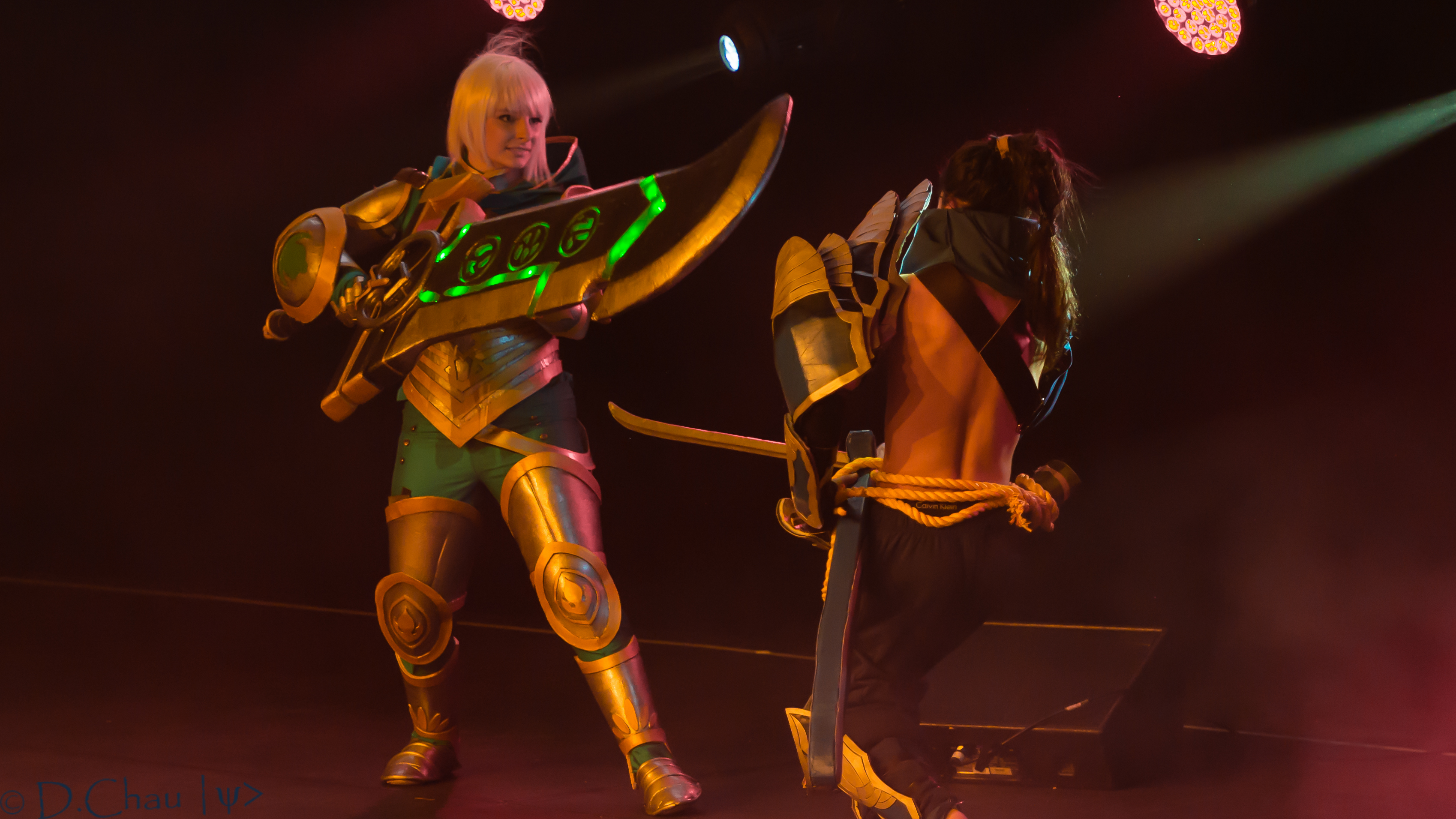
Cosplay cuộc đối đầu giữa Kẻ Bất Dung Thứ Yasuo và đối thủ báo thù Kẻ Lưu Đày Riven.

Phần hai: tin tức quân Noxus xâm lược Ionia truyền đến trường, khiến cho nhiều người sục sôi trước trận đánh ở Placidium xứ Navori, và háo hức muốn tòng quân. Yasuo cũng muốn tham chiến để sử dụng kiếm thuật của mình, nhưng anh không được ra trận, được giữ ở lại với nhiệm vụ bảo vệ các trưởng lão, các đồng môn đã ra trận hết. Cuộc xâm lược biến thành chiến tranh. Cuối cùng, vào một đêm mưa tầm tã, tiếng trống hành quân của Noxus vang tới từ thung lũng gần đó. Yasuo rời vị trí để tới nơi phát ra âm thanh, tin tưởng rằng mình có thể xoay chuyển cục diện bằng một cách nào đó. Nhưng không có trận đánh nào, chỉ còn lại vùng nghĩa địa của xác chết cả Noxus và Ionia, hình ảnh vùng đất dưới dạng có một thứ kinh khủng và phi tự nhiên, không rõ cụ thể đã diễn ra tại đây, làm cả vùng đất bị ô uế. Yasuo bất ngờ rồi nhận ra mình đã rời khỏi nhiệm vụ được giao, liền quay lại trường và bị các môn sinh còn lại bao vây. Đại sư Souma đã chết, và Yasuo không chỉ bị kết tội không hoàn thành nhiệm vụ, mà còn tội sát nhân. Anh nhận thấy hung thủ thật sự sẽ không thể bị trừng phạt nếu mình không mau chóng hành động, nên đã mở đường máu trốn thoát, dù biết là không thể chứng minh vô tội. Yasuo trốn chạy trên mảnh đất Ionia tan hoang vì chiến tranh, tìm kiếm bất kỳ manh mối nào về trận đánh và thủ phạm. Trong lúc đó, anh vẫn bị những đồng đội săn đuổi, dồn vào những trận chiến sinh tử. Đây là cái giá anh sẵn lòng trả, cho đến khi phải đối mặt với người mà anh không muốn ra tay: anh trai Yone.
Phần ba: trận đấu của họ diễn ra trong ý nghĩa danh dự. Yone không thể chống lại và Yasuo đã hạ anh trai mình. Trong cơn hấp hối, Yone đã nhắn nhủ rằng, phong tuyệt kỹ gây nên cái chết cho Đại sư Souma, và Yasuo là người duy nhất biết điều đó. Sau đó, không còn sư phụ hay anh em, Yasuo lang thang qua những ngọn núi. Anh gặp Taliyah, một phù thủy đá từ Shurima đang chạy trốn quân Noxus, nhận làm học trò. Thế giới dấy lên tin đồn về sự trỗi dậy của một Hoàng đế thần thánh ở Shurima. Yasuo và Taliyah chia tay, anh đã tặng học trò của mình hạt phong – bài học khiêm nhường. Yasuo khởi hành về làng, quyết tâm sửa chữa những sai lầm của mình. Cái chết của Souma được chứng thực là do Kẻ lưu đày Noxus Riven. Kịch bản cốt truyện dừng lại sau đó, Yasuo không thể tha thứ cho chính mình. Từ đó, Yasuo vẫn lãng du khắp Ionia, mặc cảm về tội lỗi.

## Ảnh hưởng

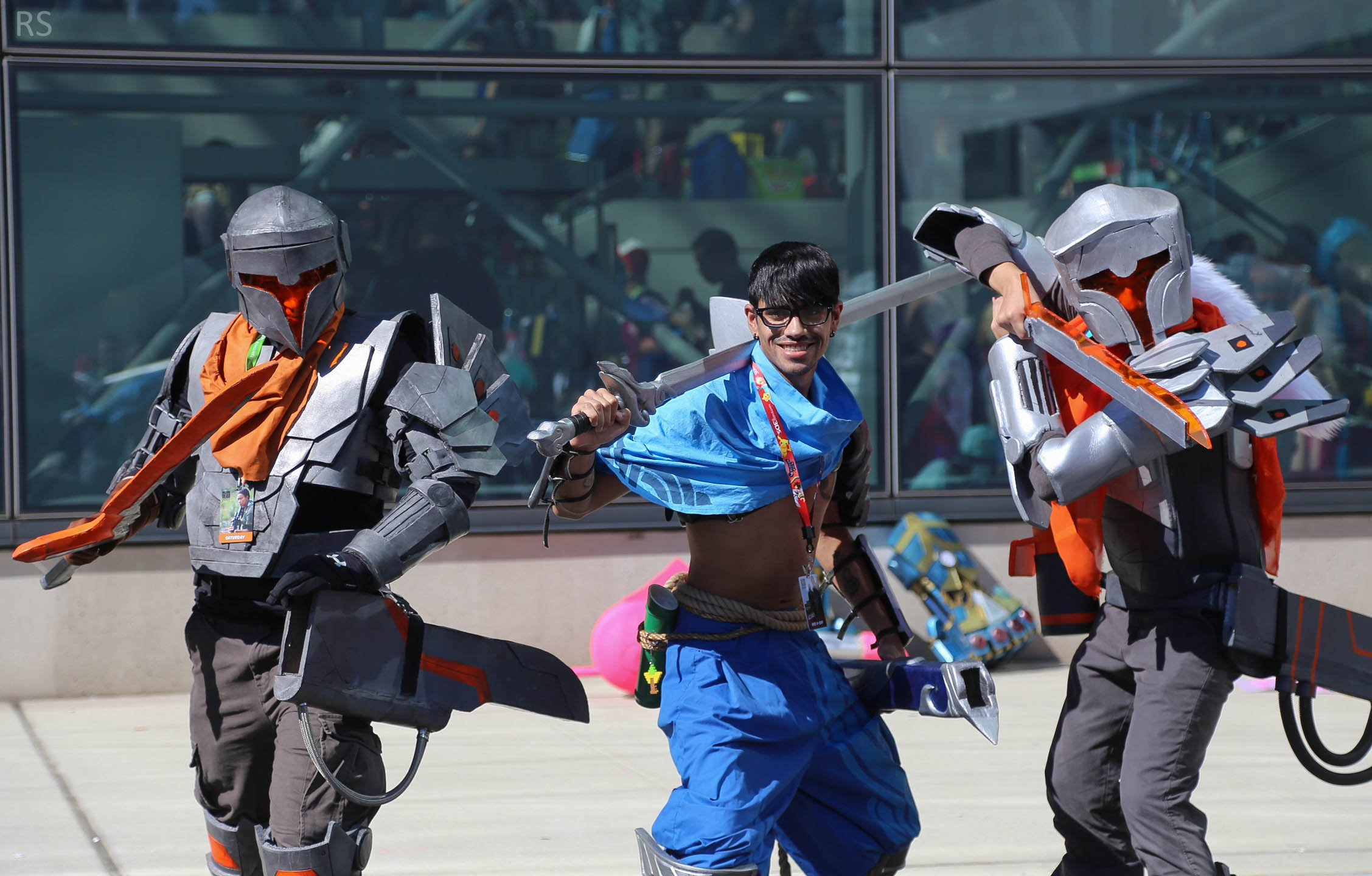
Cosplay Yasuo tại New York Comic Con 2015.

Yasuo là một vị tướng đặc biệt với số lượng sử dụng đông đảo của người chơi khắp thế giới. Là một tướng có độ khó cao, rất được ưa chuộng trên nhiều máy chủ khác nhau. Độ phổ biến của Yasuo ngày càng cao bởi chính lối chơi của vị tướng này, sự biến đổi kỹ thuật, biến ảnh mà Yasuo khiến cho người chơi có cảm giác bị cuốn hút và hấp dẫn. Tại các trận đấu thường, tướng Yasuo có tỉ lệ chọn rất cao, được ưa thích ở cả hai bên. Trong các trận đấu xếp hạng khắp nhiều máy chủ, Yasuo lại có tỉ lệ bị cấm chọn, không cho phép sử dụng ở cả hai bên rất cao. Tướng được cho là yêu cầu kỹ năng sử dụng rất cao của người chơi, ảnh hưởng lớn tới sự cân bằng giữa hai đội trong trận đấu. Việc sử dụng Yasuo khó khăn khiến không nhiều người áp dụng tốt, việc không đáp ứng khiến đội có Yasuo gặp phải khả năng thua trận một cách nhanh chóng.
Yasuo gây ảnh hưởng lớn tới cộng đồng game thủ, người chơi và cả người hâm mộ. Các vận động viên thể thao điện tử chuyên nghiệp thường sử dụng Yasuo trong đấu thường, giao hữu, vị tướng cũng được chọn làm nội dung chính của một số giải đấu giao hữu, tranh tài thi đấu kỹ thuật Yasuo Liên Minh Huyền Thoại như Thách Đấu Thần Kiếm, Siêu sao đại chiến, tranh tài trò chơi điện thoại Tốc Chiến như Thần Kiếm Tốc Chiến. Năm 2018, giải đấu Siêu sao đại chiến Việt Nam diễn ra, tập trung đa số các tuyển thủ thể thao điện tử chuyên nghiệp và người nổi tiếng trong nước, tuyển thủ Pake đã giành chiến thắng nội thu thi đấu đối kháng tướng Yasuo trước SofM. Tuy nhiên, trong các giải đấu chuyên nghiệp, Yasuo rất ít khi được chọn để thi đấu, bởi vì tính khó khăn trong áp dụng đoàn đội của vị tướng. Trong cộng đồng người hâm mộ, Yasuo nhận được sự thu hút từ nhiều nơi, là một vị tướng nhận được cosplay tham gia các cuộc triển lãm, giao lưu ở khắp nơi.